# Элиас, Мануэль де
Мануэ́ль Хо́рхе де Эли́ас Мондраго́н (исп. Manuel Jorge de Elías Mondragón; род. 5 июня 1939, Мехико) — мексиканский композитор и дирижёр.
Сначала учился у своего отца, композитора Альфонсо де Элиаса. Затем учился в Национальном автономном университете Мексики и в Консерватории Мехико. Возглавлял Веракрусский симфонический оркестр (1980—1982), Камерный оркестр Национального университета искусств (1984—1987) и Филармонический оркестр Халиско (1987—1990). Основал Мексиканский национальный совет по музыке (1995) и Коллегию латиноамериканских композиторов (1998). Автор около 175 сочинений.